# Xanthomonas campestris
Xanthomonas campestris is een bacteriesoort, die verschillende plantenziektes kan veroorzaken. Xanthomonas campestris wordt gebruikt om xanthaangom te maken.

## Typen Xanthomonas campestris
De classificatie is gebaseerd is op de plant die wordt aangetast door Xanthomonas campestris. pv. staat voor pathovar.
- Xanthomonas campestris pv. armoraciae
- Xanthomonas campestris pv. begoniae A
- Xanthomonas campestris pv. begoniae B
- Xanthomonas campestris pv. campestris
- Xanthomonas campestris pv. carota
- Xanthomonas campestris pv. corylina
- Xanthomonas campestris pv. dieffenbachiae
- Xanthomonas campestris pv. graminis
- Xanthomonas campestris pv. hederae
- Xanthomonas campestris pv. hyacinthi
- Xanthomonas campestris pv. juglandis - the walnut blight
- Xanthomonas campestris pv. malvacearum of Xanthomonas citri subsp. malvacearum[1]
- Xanthomonas campestris pv. musacearum
- Xanthomonas campestris pv. nigromaculans
- Xanthomonas campestris pv. pelargonii
- Xanthomonas campestris pv. phaseoli
- Xanthomonas campestris pv. poinsettiicola
- Xanthomonas campestris pv. prunii
- Xanthomonas campestris pv. raphani
- Xanthomonas campestris pv. sesami
- Xanthomonas campestris pv. tardicrescens
- Xanthomonas campestris pv. translucens
- Xanthomonas campestris pv. vesicatoria
- Xanthomonas campestris pv. viticola